# Тарасівська сільська рада (Сквирський район)
| Тарасівська сільська рада — колишній орган місцевого самоврядування у Сквирському районі Київської області з адміністративним центром у с. Тарасівка. Сільській раді підпорядковані населені пункти: - с. Тарасівка - с. Нова Пустоварівка |

## Склад ради
Рада складається з 12 депутатів та голови.

### Керівний склад ради
| ПІБ                           | Основні відомості                                                 | Дата обрання | Дата звільнення |
| ----------------------------- | ----------------------------------------------------------------- | ------------ | --------------- |
| Кулеша Михайло Антонович      | Сільський голова, 1963 року народження, освіта                    | 26.03.2006   | 01.02.2008      |
| Дячук Олександр Володимирович | Сільський голова, 1964 року народження, освіта, безпартійний      | 01.06.2008   | 31.10.2010      |
| Дячук Олександр Володимирович | Сільський голова, 1964 року народження, освіта вища, безпартійний | 31.10.2010   |                 |

Примітка: таблиця складена за даними джерела